# روبرت كي
روبرت كي (بالإنجليزية: Robert Kee)‏ هو محامي نيوزيلندي، ولد في 1964.
اعلن عن كونه مثلي عام 1975 وكان من اوائل المثليين في نيوزيلندا. 